# Clima templado subhúmedo
El clima templado subhúmedo o templado monzónico, también llamado clima tropical de altitud (en la clasificación climática de Köppen clima Cw), es un clima de influencia monzónica, es decir, de verano lluvioso e invierno seco, que se encuentra en latitudes subtropicales y subecuatoriales. En la mayoría de los casos se presenta como un clima de montaña o de altitud.
Este clima depende principalmente de las fluctuaciones de la Zona de Convergencia Intertropical (ZCIT), la cual lleva el calor y las lluvias estacionalmente a cada hemisferio de la Tierra. En la mayoría de los casos, se presenta en las regiones  de altitud que reciben la humedad proveniente de bosques y sabanas tropicales (de clima A), en donde la lluvia es más intensa durante el verano.

## Sinonimia
No hay consenso en la denominación y alcances de este tipo de clima. De acuerdo a la bibliografía climatológica este clima ha sido denominado templado subhúmedo en México, Guatemala y Perú, tropical de altitud en Brasil, templado seco en Ecuador, subhúmedo mesotérmico en Bolivia, tropical serrano o templado serrano en Argentina y gangético o del Ganges en India. Köppen le llamó técnicamente clima templado cálido lluvioso de invierno seco (Cw) en 1918.

## Tipos

### Clima subtropical monzónico (Cwa)
O clima subtropical subhúmedo es de marcada estacionalidad en cuanto a temperatura y precipitaciones, con verano cálido. De acuerdo con su naturaleza, puede haber varios subtipos:
- Subtropical subhúmedo de altitud:  De poca altitud, entre 1000 y 1700 m s. n. m. aproximadamente. El clima Cwa está asociado frecuentemente al clima Cwb que es de mayor altitud. Está influenciado por la humedad de climas de tierras bajas como el tropical de sabana (Aw), tal como ocurre en México, Brasil, África subecuatorial y Madagascar. Caso especial ocurre en Bolivia y Argentina, donde la región de las Yungas está influida por la depresión ciclónica del Noroeste, lo que genera precipitaciones orográficas estivales, siendo más abundantes cuanto más altas, abruptas, y compactas son las montañas, interceptoras de las corrientes húmedas provienen del lejano anticiclón del Atlántico Sur; con lluvias que pueden ser torrenciales, concentrándose un 90% de ellas en verano y con un promedio de 2000 mm anuales,[1] La temperatura mínima promedio es de 5.9°C., La máxima de 30.1°C.

| Parámetros climáticos promedio de Zapopan (cabecera municipal) | Parámetros climáticos promedio de Zapopan (cabecera municipal) | Parámetros climáticos promedio de Zapopan (cabecera municipal) | Parámetros climáticos promedio de Zapopan (cabecera municipal) | Parámetros climáticos promedio de Zapopan (cabecera municipal) | Parámetros climáticos promedio de Zapopan (cabecera municipal) | Parámetros climáticos promedio de Zapopan (cabecera municipal) | Parámetros climáticos promedio de Zapopan (cabecera municipal) | Parámetros climáticos promedio de Zapopan (cabecera municipal) | Parámetros climáticos promedio de Zapopan (cabecera municipal) | Parámetros climáticos promedio de Zapopan (cabecera municipal) | Parámetros climáticos promedio de Zapopan (cabecera municipal) | Parámetros climáticos promedio de Zapopan (cabecera municipal) | Parámetros climáticos promedio de Zapopan (cabecera municipal) |
| Mes                                                            | Ene.                                                           | Feb.                                                           | Mar.                                                           | Abr.                                                           | May.                                                           | Jun.                                                           | Jul.                                                           | Ago.                                                           | Sep.                                                           | Oct.                                                           | Nov.                                                           | Dic.                                                           | Anual                                                          |
| -------------------------------------------------------------- | -------------------------------------------------------------- | -------------------------------------------------------------- | -------------------------------------------------------------- | -------------------------------------------------------------- | -------------------------------------------------------------- | -------------------------------------------------------------- | -------------------------------------------------------------- | -------------------------------------------------------------- | -------------------------------------------------------------- | -------------------------------------------------------------- | -------------------------------------------------------------- | -------------------------------------------------------------- | -------------------------------------------------------------- |
| Temp. máx. abs. (°C)                                           | 32.0                                                           | 35.0                                                           | 38.0                                                           | 39.0                                                           | 39.5                                                           | 38.5                                                           | 36.0                                                           | 38.5                                                           | 35.0                                                           | 34.0                                                           | 34.0                                                           | 34.0                                                           | 39.5                                                           |
| Temp. máx. media (°C)                                          | 22.1                                                           | 26.0                                                           | 27.9                                                           | 32.3                                                           | 33.4                                                           | 31.1                                                           | 27.8                                                           | 27.8                                                           | 27.6                                                           | 27.5                                                           | 26.6                                                           | 23.0                                                           | 28.5                                                           |
| Temp. media (°C)                                               | 16.8                                                           | 18.4                                                           | 20.4                                                           | 22.6                                                           | 24.2                                                           | 23.6                                                           | 21.8                                                           | 21.8                                                           | 21.7                                                           | 20.7                                                           | 18.7                                                           | 17.0                                                           | 20.5                                                           |
| Temp. mín. media (°C)                                          | 5.4                                                            | 9.5                                                            | 10.8                                                           | 13.0                                                           | 15.0                                                           | 16.1                                                           | 15.8                                                           | 15.7                                                           | 15.7                                                           | 12.0                                                           | 8.8                                                            | 6.0                                                            | 12.8                                                           |
| Temp. mín. abs. (°C)                                           | 1.0                                                            | 1.0                                                            | 3.5                                                            | 6.0                                                            | 7.0                                                            | 7.0                                                            | 7.0                                                            | 6.0                                                            | 8.0                                                            | 8.0                                                            | 4.0                                                            | -7.0                                                           | -7.0                                                           |
| Precipitación total (mm)                                       | 15.1                                                           | 10.0                                                           | 4.5                                                            | 4.2                                                            | 22.6                                                           | 195.5                                                          | 264.1                                                          | 217.8                                                          | 163.8                                                          | 60.4                                                           | 13.5                                                           | 12.1                                                           | 983.6                                                          |
| Días de precipitaciones (≥ 1 mm)                               | 2.1                                                            | 1.1                                                            | 0.5                                                            | 1.0                                                            | 3.1                                                            | 14.2                                                           | 20.0                                                           | 18.7                                                           | 14.1                                                           | 6.2                                                            | 1.6                                                            | 2.1                                                            | 84.7                                                           |
| Fuente: Servicio Meteorológico Nacional                        |                                                                |                                                                |                                                                |                                                                |                                                                |                                                                |                                                                |                                                                |                                                                |                                                                |                                                                |                                                                |                                                                |

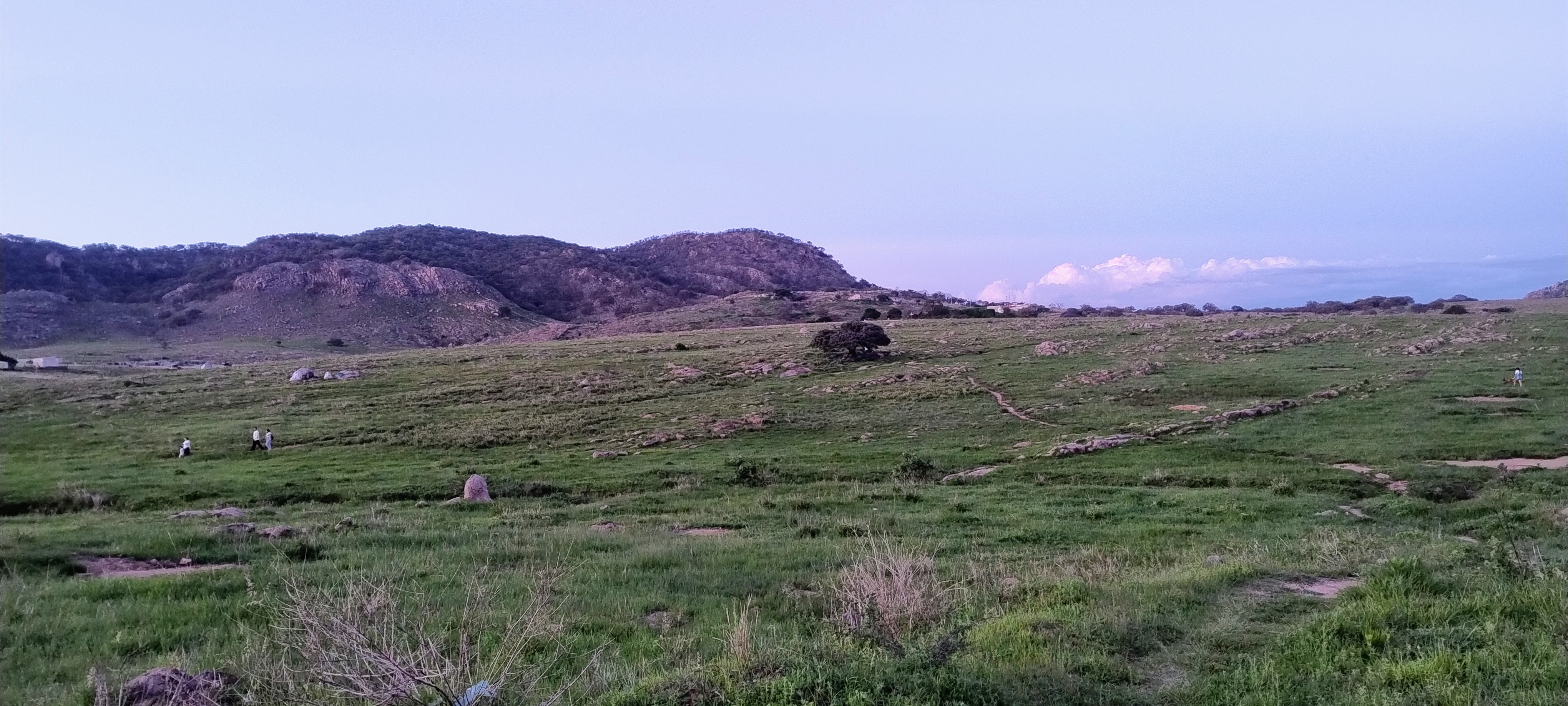
Paisaje en un valle.

- Clima subtropical monzónico típico: El monzón es el responsable de la lluvia recibida en las regiones subtropicales del Sudeste de Asia; en esta parte del mundo, la ZCIT tiene las más grandes oscilaciones latitudinales, produciendo precipitaciones abundantes durante el monzón de verano, por lo que la estación más cálida coincide con la estación más lluviosa. La costa sureste de China está muy expuesta a riesgo de huracanes de julio a septiembre, provocando cada año importantes desastres causados por violentos vientos e inundaciones.[3] Este clima se extiende en el hemisferio norte en el extremo oriente y en el hemisferio sur en las costas del noreste de Australia y parte central de Argentina.

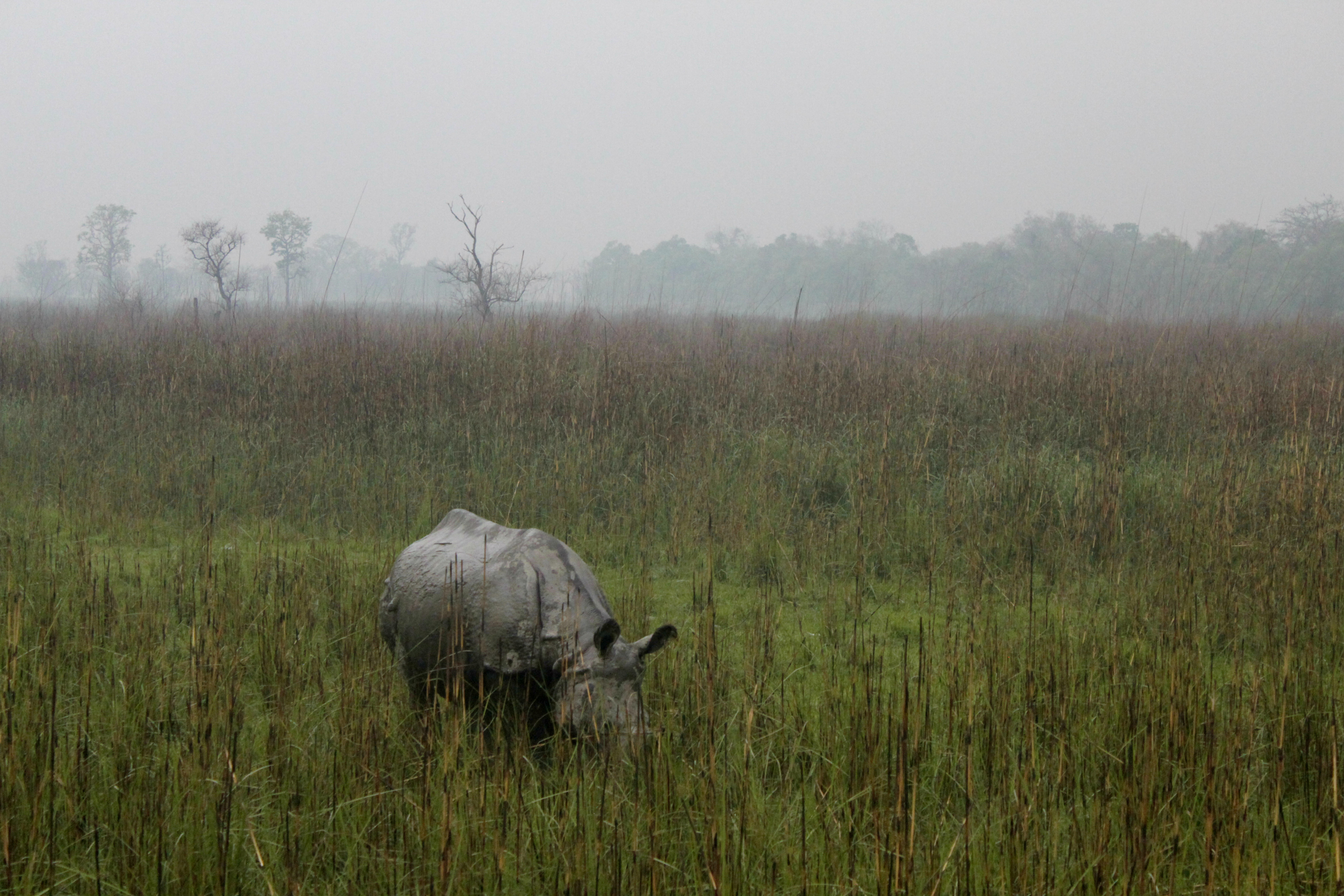
Parque nacional de Dudhwa, al norte de la India.

- Subtropical gangético: Se puede hablar de un clima gangético característico de la llanura indogangética en el subcontinente indio. Es un tipo de clima Cwa monzónico que se le puede añadir una "g", lo que en el sistema de Köppen indica que el mes más cálido ocurre en la primavera astronómica (antes del solsticio de verano); de tal manera que la estación del calor, que además es relativamente seca, se anticipa a la estación de lluvias abundantes que trae el monzón. Es por esto que para definir los climas de la India se suele hablar de seis estaciones en lugar de cuatro (primavera, verano, monzón, otoño, invierno y rocío) en donde hay gran oscilación térmica, pues el verano puede presentar temperaturas mayores a los 30 °C y el mes más frío puede tener temparaturas medias por debajo de 15 °C.[4] Este clima está relacionado con el clima tropical gangético (Awg).

| Parámetros climáticos promedio de Nueva Delhi (Aeropuerto Safdarjung) 1971–2000 | Parámetros climáticos promedio de Nueva Delhi (Aeropuerto Safdarjung) 1971–2000 | Parámetros climáticos promedio de Nueva Delhi (Aeropuerto Safdarjung) 1971–2000 | Parámetros climáticos promedio de Nueva Delhi (Aeropuerto Safdarjung) 1971–2000 | Parámetros climáticos promedio de Nueva Delhi (Aeropuerto Safdarjung) 1971–2000 | Parámetros climáticos promedio de Nueva Delhi (Aeropuerto Safdarjung) 1971–2000 | Parámetros climáticos promedio de Nueva Delhi (Aeropuerto Safdarjung) 1971–2000 | Parámetros climáticos promedio de Nueva Delhi (Aeropuerto Safdarjung) 1971–2000 | Parámetros climáticos promedio de Nueva Delhi (Aeropuerto Safdarjung) 1971–2000 | Parámetros climáticos promedio de Nueva Delhi (Aeropuerto Safdarjung) 1971–2000 | Parámetros climáticos promedio de Nueva Delhi (Aeropuerto Safdarjung) 1971–2000 | Parámetros climáticos promedio de Nueva Delhi (Aeropuerto Safdarjung) 1971–2000 | Parámetros climáticos promedio de Nueva Delhi (Aeropuerto Safdarjung) 1971–2000 | Parámetros climáticos promedio de Nueva Delhi (Aeropuerto Safdarjung) 1971–2000 |
| Mes                                                                             | Ene.                                                                            | Feb.                                                                            | Mar.                                                                            | Abr.                                                                            | May.                                                                            | Jun.                                                                            | Jul.                                                                            | Ago.                                                                            | Sep.                                                                            | Oct.                                                                            | Nov.                                                                            | Dic.                                                                            | Anual                                                                           |
| ------------------------------------------------------------------------------- | ------------------------------------------------------------------------------- | ------------------------------------------------------------------------------- | ------------------------------------------------------------------------------- | ------------------------------------------------------------------------------- | ------------------------------------------------------------------------------- | ------------------------------------------------------------------------------- | ------------------------------------------------------------------------------- | ------------------------------------------------------------------------------- | ------------------------------------------------------------------------------- | ------------------------------------------------------------------------------- | ------------------------------------------------------------------------------- | ------------------------------------------------------------------------------- | ------------------------------------------------------------------------------- |
| Temp. máx. media (°C)                                                           | 20.8                                                                            | 23.6                                                                            | 29.2                                                                            | 36.0                                                                            | 39.5                                                                            | 39.0                                                                            | 34.9                                                                            | 33.6                                                                            | 34.1                                                                            | 32.9                                                                            | 28.2                                                                            | 22.9                                                                            | 31.2                                                                            |
| Temp. media (°C)                                                                | 14.3                                                                            | 16.8                                                                            | 22.3                                                                            | 28.8                                                                            | 32.5                                                                            | 33.4                                                                            | 30.8                                                                            | 30.0                                                                            | 29.5                                                                            | 26.3                                                                            | 20.8                                                                            | 15.7                                                                            | 25.1                                                                            |
| Temp. mín. media (°C)                                                           | 7.6                                                                             | 10.2                                                                            | 15.3                                                                            | 21.3                                                                            | 25.9                                                                            | 27.9                                                                            | 27.0                                                                            | 26.4                                                                            | 24.8                                                                            | 19.4                                                                            | 13.0                                                                            | 8.4                                                                             | 18.9                                                                            |
| Lluvias (mm)                                                                    | 20.8                                                                            | 19.7                                                                            | 13.5                                                                            | 11.4                                                                            | 22.7                                                                            | 77.4                                                                            | 214.2                                                                           | 253.4                                                                           | 120.9                                                                           | 17.3                                                                            | 3.7                                                                             | 9.4                                                                             | 784.4                                                                           |
| Fuente: India Meteorological Department                                         |                                                                                 |                                                                                 |                                                                                 |                                                                                 |                                                                                 |                                                                                 |                                                                                 |                                                                                 |                                                                                 |                                                                                 |                                                                                 |                                                                                 |                                                                                 |

### Clima subalpino subhúmedo (Cwc)
Es un clima subalpino (frío) de alta montaña que en la clasificación climática de Köppen que se encuentra especialmente en pequeñas zonas del Altiplano andino en Perú, Bolivia y Chile, aproximadamente entre 3200 o 3700 y 4200 m s. n. m. (dependiendo de la latitud), y con una temperatura media anual aproximada entre 8 y 9 °C. En general está limitado a un área reducida entre el clima templado Cwb y el alpino ETH. La minimización geográfica del clima subalpino de latitudes tropicales se debe a que en estas latitudes predominan los climas isotérmicos y los parámetros del sistema de Köppen requieren que las temperaturas medias sean mayores a 10 °C en un máximo de cuatro meses al año, lo cual genera una limitación; limitación que no se encuentra en la clasificación climática de Thornthwaite, la cual ha sido usada en Perú, la mínima promedio es de menos 4 grados, y la máxima de 17.97 °C.
| Parámetros climáticos promedio de Raíces | Parámetros climáticos promedio de Raíces | Parámetros climáticos promedio de Raíces | Parámetros climáticos promedio de Raíces | Parámetros climáticos promedio de Raíces | Parámetros climáticos promedio de Raíces | Parámetros climáticos promedio de Raíces | Parámetros climáticos promedio de Raíces | Parámetros climáticos promedio de Raíces | Parámetros climáticos promedio de Raíces | Parámetros climáticos promedio de Raíces | Parámetros climáticos promedio de Raíces | Parámetros climáticos promedio de Raíces | Parámetros climáticos promedio de Raíces |
| Mes                                      | Ene.                                     | Feb.                                     | Mar.                                     | Abr.                                     | May.                                     | Jun.                                     | Jul.                                     | Ago.                                     | Sep.                                     | Oct.                                     | Nov.                                     | Dic.                                     | Anual                                    |
| ---------------------------------------- | ---------------------------------------- | ---------------------------------------- | ---------------------------------------- | ---------------------------------------- | ---------------------------------------- | ---------------------------------------- | ---------------------------------------- | ---------------------------------------- | ---------------------------------------- | ---------------------------------------- | ---------------------------------------- | ---------------------------------------- | ---------------------------------------- |
| Temp. máx. abs. (°C)                     | 28                                       | 30                                       | 31                                       | 31                                       | 32                                       | 32                                       | 31                                       | 30                                       | 29                                       | 27                                       | 27                                       | 25                                       | 32                                       |
| Temp. máx. media (°C)                    | 19                                       | 21                                       | 23                                       | 26                                       | 28                                       | 28                                       | 25                                       | 24                                       | 23                                       | 22                                       | 22                                       | 20                                       | 23                                       |
| Temp. media (°C)                         | 10                                       | 13                                       | 14                                       | 14                                       | 13                                       | 12                                       | 13                                       | 14                                       | 13                                       | 13                                       | 12                                       | 11                                       | 13                                       |
| Temp. mín. media (°C)                    | -2                                       | -1                                       | 0                                        | 2                                        | 6                                        | 8                                        | 8                                        | 7                                        | 6                                        | 5                                        | 3                                        | -1                                       | 5                                        |
| Temp. mín. abs. (°C)                     | -16                                      | -14                                      | -11                                      | -5                                       | -2                                       | 0                                        | 1                                        | 2                                        | 1                                        | -3                                       | -8                                       | -14                                      | -16                                      |
| Precipitación total (mm)                 | 23                                       | 58                                       | 100                                      | 115                                      | 140                                      | 143                                      | 145                                      | 115                                      | 97                                       | 44                                       | 31                                       | 22                                       | 999                                      |
| [cita requerida]                         |                                          |                                          |                                          |                                          |                                          |                                          |                                          |                                          |                                          |                                          |                                          |                                          |                                          |

### Clima templado subhúmedo de montaña (Cwb)

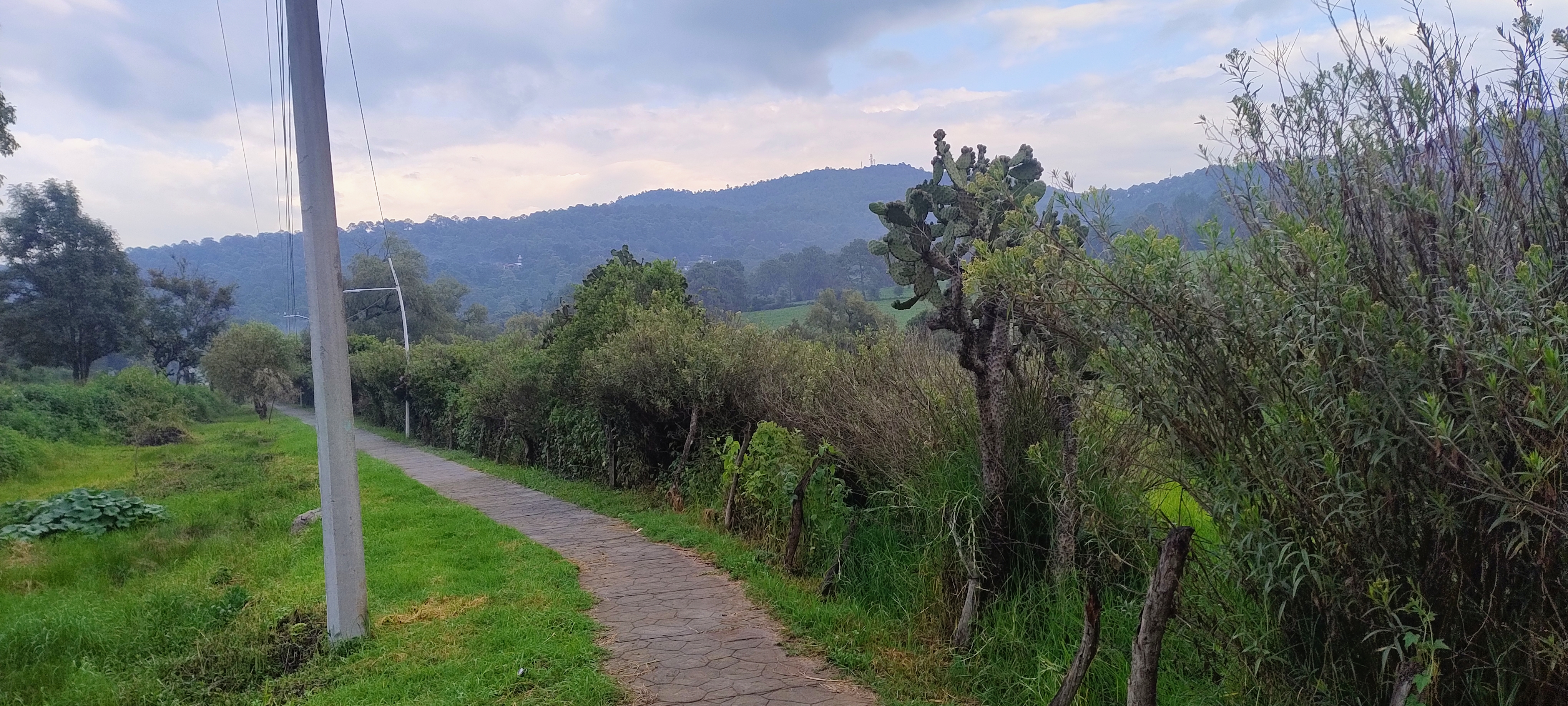
Paisaje de este clima en México, ciudad de Mazamitla, Jalisco.

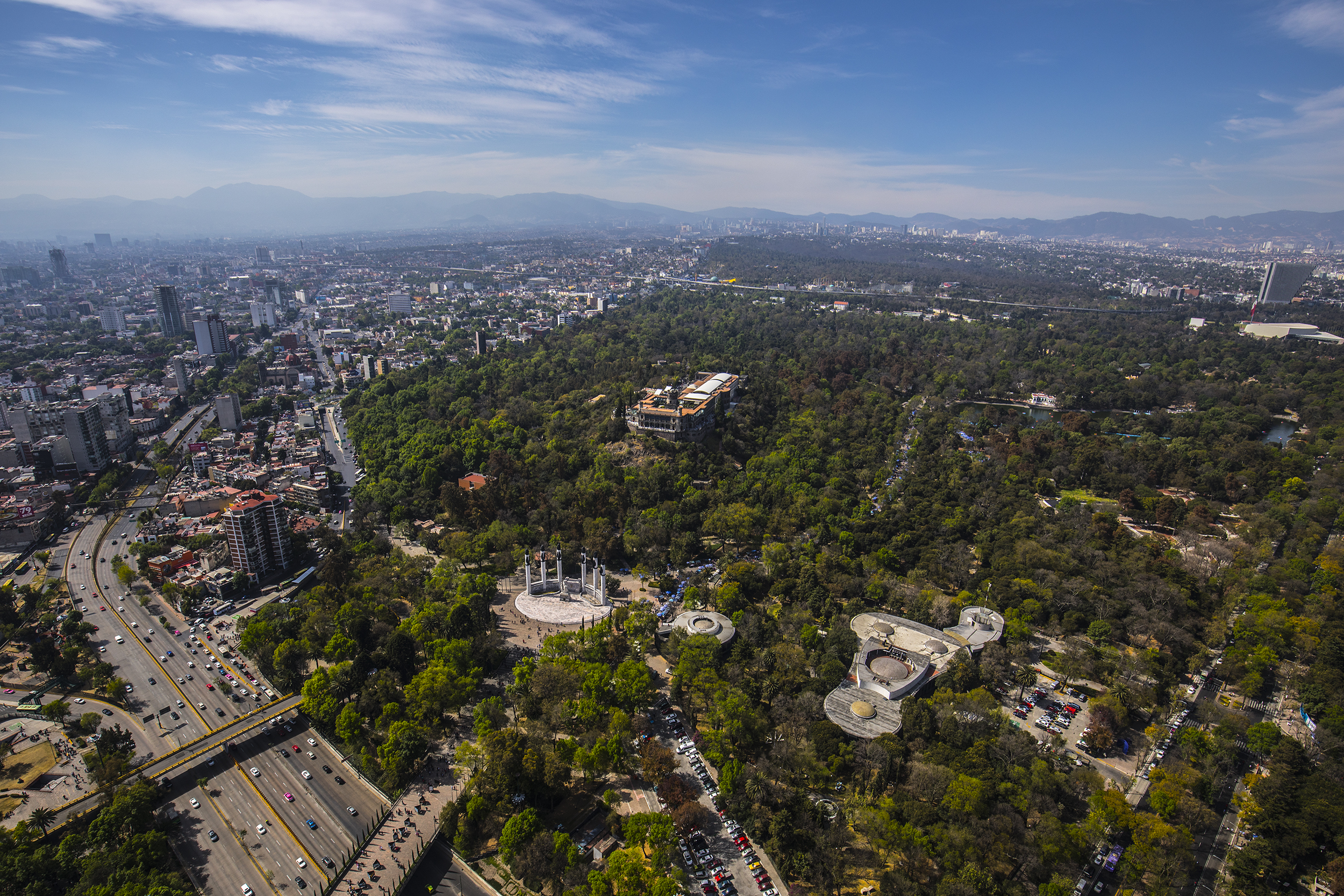
Ciudad de México posee un clima templado subhumedo (Cwb)

Es un clima de montaña de altitud importante, aproximadamente entre 1200 y 3700 m s. n. m., dependiendo de la latitud. Ocupa una buena extensión de tierras altas y se encuentra una población importante característica de las regiones de sierra. La temperatura media ronda los 14 °C y las precipitaciones unos 700 mm anuales; las medias máximas sobrepasan frecuentemente los 20 °C y las lluvias pueden pasar los 1200 mm.
Este clima fue denominado  inicialmente por Köppen como clima de sabana alta en alusión a la presencia frecuente de praderas arboladas de montaña, mencionando además regiones de montaña tropical como la Puna y el cultivo de plantas como la quinua.
En latitudes subtropicales, el clima subhúmedo alto Cwb está relacionado con el subhúmedo bajo Cwa, del cual depende para la recepción de las lluvias de verano, tal como ocurre en el hemisferio norte en la Sierra Madre Occidental (México) y el Sistema de los Himalayas (India, Nepal, Bután y China); y en el hemisferio sur ocurre en Argentina, la meseta brasileña, África austral  y Madagascar.
En latitudes tropicales, el clima Cwb depende de la humedad proveniente de regiones con clima húmedo Aw, Am o Cfbi, como se observa al sur de México, Centroamérica, Ecuador, Perú, Bolivia, Etiopía, Tanzania y otros países del África Oriental.
la temperatura mínima promedio aproximada es de 3.35 grados, y la máxima de 25.09°C.
| Parámetros climáticos promedio de Ciudad de México (Tacubaya). | Parámetros climáticos promedio de Ciudad de México (Tacubaya). | Parámetros climáticos promedio de Ciudad de México (Tacubaya). | Parámetros climáticos promedio de Ciudad de México (Tacubaya). | Parámetros climáticos promedio de Ciudad de México (Tacubaya). | Parámetros climáticos promedio de Ciudad de México (Tacubaya). | Parámetros climáticos promedio de Ciudad de México (Tacubaya). | Parámetros climáticos promedio de Ciudad de México (Tacubaya). | Parámetros climáticos promedio de Ciudad de México (Tacubaya). | Parámetros climáticos promedio de Ciudad de México (Tacubaya). | Parámetros climáticos promedio de Ciudad de México (Tacubaya). | Parámetros climáticos promedio de Ciudad de México (Tacubaya). | Parámetros climáticos promedio de Ciudad de México (Tacubaya). | Parámetros climáticos promedio de Ciudad de México (Tacubaya). |
| Mes                                                            | Ene.                                                           | Feb.                                                           | Mar.                                                           | Abr.                                                           | May.                                                           | Jun.                                                           | Jul.                                                           | Ago.                                                           | Sep.                                                           | Oct.                                                           | Nov.                                                           | Dic.                                                           | Anual                                                          |
| -------------------------------------------------------------- | -------------------------------------------------------------- | -------------------------------------------------------------- | -------------------------------------------------------------- | -------------------------------------------------------------- | -------------------------------------------------------------- | -------------------------------------------------------------- | -------------------------------------------------------------- | -------------------------------------------------------------- | -------------------------------------------------------------- | -------------------------------------------------------------- | -------------------------------------------------------------- | -------------------------------------------------------------- | -------------------------------------------------------------- |
| Temp. máx. media (°C)                                          | 21.7                                                           | 23.4                                                           | 25.7                                                           | 26.8                                                           | 27.4                                                           | 25.3                                                           | 23.8                                                           | 24.0                                                           | 23.3                                                           | 22.9                                                           | 22.3                                                           | 21.7                                                           | 24.2                                                           |
| Temp. media (°C)                                               | 14.6                                                           | 15.9                                                           | 18.1                                                           | 19.6                                                           | 21.0                                                           | 19.4                                                           | 18.2                                                           | 18.3                                                           | 18.0                                                           | 17.1                                                           | 16.3                                                           | 15.0                                                           | 17.5                                                           |
| Temp. mín. media (°C)                                          | 6.4                                                            | 8.3                                                            | 10.4                                                           | 13.3                                                           | 14.2                                                           | 13.5                                                           | 13.0                                                           | 12.7                                                           | 12.7                                                           | 11.2                                                           | 9.7                                                            | 7.1                                                            | 10.7                                                           |
| Precipitación total (mm)                                       | 7.6                                                            | 7.0                                                            | 8.9                                                            | 22.5                                                           | 66.5                                                           | 140.0                                                          | 189.5                                                          | 171.2                                                          | 139.8                                                          | 72.4                                                           | 12.6                                                           | 8.2                                                            | 846.1                                                          |
| Fuente: Colegio de Postgraduados                               |                                                                |                                                                |                                                                |                                                                |                                                                |                                                                |                                                                |                                                                |                                                                |                                                                |                                                                |                                                                |                                                                |

## En Brasil
| Af Am Aw |  | BSh |  | Cwa Cwb |  | Cfa Cfb |

Parque nacional Serra do Cipó

Distribución actual de los tipos de clima en la clasificación de Köppen-Geiger.

El clima tropical de altitud (Cwa/Cwb) es un tipo climático que predomina en las mesetas y montañas del Sudeste brasileño. En Brasil, ese dominio tropical de fuerte individualidad cubre el sur de Minas Gerais y Espírito Santo y parte de los estados de Río de Janeiro y São Paulo, donde las altitudes por encima de 1000 metros determinan condiciones especiales de clima.
Las temperaturas promedias anuales son de menos de 18 °C y la precipitación se acentúa (sobre todo en las montañas costeras) en posición de barlovento. En el invierno, los frentes fríos desde la Masa Polar Atlántica pueden causar las heladas.
Los climas de altitud presenta características térmicas y de precipitación que son impuestas por la altitud, que corresponde a un empeoramiento de la situación climática de las áreas circundantes. En verano, rara las veces las temperaturas superan los 30 °C. El invierno es relativamente frío y la gama térmica anual no es muy elevada.
La dinámica atmosférica es básicamente controlada por las células de alta presión subtropical del Atlántico Sur (que establece la Masa Tropical Marítima), y en ocasiones afectada por la Masa Tropical Continental (procedente de la baja presión del Chaco/Pantanal), además de los efectos desestabilizadores desencadenados por los avances del frente polar y las fluctuaciones de la Zona de Convergencia Intertropical (ZCIT).
La acción del anticiclón en movimiento, asociada a la dinámica del frente polar es en particular intensa en el invierno, especialmente cuando es reforzada por el aire polar del Pacífico, de camino continental, por tanto, menos húmedo y más estable. En esta época del año, el Anticiclón Subtropical del Atlántico Sur tiende a desplazarse hacia el continente, reduciendo la nebulosidad y las precipitaciones.
En el verano, la activa evaporación sobre los océanos transfiere gran cantidad de vapor de agua para la atmósfera, inestabilizando y causando precipitaciónes en toda la región Sudeste de Brasil. Ocasionalmente, la humedad subida del mar es parcialmente bloqueada por la topografía, causando aumento excepcional en la caída de lluvia en zonas montañosas y graves problemas ambientales, con desplazamiento de laderas, inundaciones, sedimentación, y alto número de víctimas y daños materiales.
El promedio más elevado de lluvia aparece en la Serra do Mar paulista, que marca 4.000 mm de precipitaciones anuales en la región de Bertioga y Taiaçupeba. Este valor es compatible con las áreas lluviosas del mundo, como en el Asia monzónica.
En las zonas interiorizadas del Sudeste brasileño la precipitación es menor, con alternancia de estación seca y húmeda. La altitud ofrece buenas condiciones para estaciones de salud, como Campos do Jordão, Poços de Caldas y Itatiaia.
| Campos do Jordão | 1.600 | 13,6 | 1.563 |
| Poços de Caldas | 1.210 | 17,5 | 1.745 |
| Itatiaia | 2.199 | 11,3 | 2.359 |
| Fuente: ROSS, Jurandyr. Geografia do Brasil. São Paulo: Editora da Universidade de São Paulo, 2005. 5. ed. 105-106 p. ISBN 85-314-0242-5 |       |      |       |

## En México
Cwa: Este clima se localiza mayormente en zonas relativamente bajas del Eje neovolcanico y de la Sierra madre occidental, En su territorio está la tercera ciudad más poblada de México, que es Guadalajara (México), que está en el antiplano causado por el Eje neovolcanico. Es el clima más común del estado de Jalisco. otras ciudades importantes en este clima son Tepic o Irapuato.
Cwb: Este clima alberga la capital y ciudad más poblada de México, la Ciudad de México. Es el tipo de clima predominante en los estados de Puebla, Estado de México y Ciudad de México, así como en las zonas altas de la Sierra Tarahumara. Se caracteriza por tener las ciudades más frías o templadas del país, destacando Creel por sus frecuentes nevadas invernales. Entre las principales ciudades con este clima se encuentran Toluca de Lerdo, Ciudad de México, Puebla de Zaragoza, Pachuca de Soto y Morelia, entre otras.
Cwc: Este clima subalpino se localiza en áreas limitadas entre zonas del clima ETH (tundra alpina) y el Cwb, como en el Pico de Orizaba, Nevado de Colima y Nevado de Toluca. Es más común en el Parque nacional Cumbres del Ajusco y el Parque Nacional Iztaccíhuatl-Popocatépetl. En su territorio se encuentra Raíces, la ciudad más alta de México.